# Mp3PRO

Le format mp3PRO est un algorithme de compression audio qui combine le format MP3 avec la technique de reconstruction de bande spectrale (SBR). Ce format est propriété de Thomson.

## Présentation
La compression mp3PRO se présente comme un successeur avantageux au mp3. En effet, les fichiers générés par un encodeur mp3PRO sont compatibles avec tous les lecteurs mp3. Cependant seuls les lecteurs certifiés mp3PRO bénéficient des avantages supplémentaires de cet encodage.
L'encodage mp3PRO présente trois particularités qui en font un système de compression offrant de meilleurs résultats sonores que ceux d'un simple mp3 standard :
- L'utilisation du VBR (pour Variable Bit Rating) qui adapte en temps réel le débit en fonction de la densité et de la complexité sonore ;
- La préservation de la bande passante aiguë normalement sacrifiée par le mp3 standard ;
- Une qualité sonore équivalente au 320 kbit/s du layer III en VBR (qui varie entre 64 kbit/s et 128 kbit/s) si bien qu'à qualité égale un fichier mp3Pro permet un gain de place substantiel par rapport à un fichier mp3 standard (entre 25 % et 50 % de gain).

Table d'équivalences, à partir d'un même fichier AIFF ou WAV qualité CD (44,1 kHz 16 bits stéréo) :
| mp3Pro    | Équivalent mp3 standard | Qualité    |
| --------- | ----------------------- | ---------- |
| VBR       | 320 kbit/s              | Maximale   |
| 96 kbit/s | 224 kbit/s              | Haute      |
| 64 kbit/s | 192 kbit/s              | Acceptable |
| 48 kbit/s | 128 kbit/s              | Moyenne    |
| 32 kbit/s | 64 kbit/s               | Basse      |

## Compatibilité
Le Codec mp3PRO est propriétaire. Néanmoins un lecteur MP3 standard saura lire un mp3PRO, mais avec une qualité moindre.
Très peu de logiciels prennent en compte le mp3PRO et seuls les baladeurs de marque Thomson et ses filiales savent en tirer pleinement profit.
Il existe néanmoins certains lecteurs comme Y! Music (ex-Musicmatch Jukebox), jetAudio ou Radio365 (le lecteur de Live365) qui savent gérer ce format de façon native. Ce dernier est également proposé en démonstration avec la suite logicielle Nero Burning ROM.
D'autres lecteurs comme Winamp, XMMS (Linux) ou XMPlay permettent de lire le mp3PRO à condition d'installer le plugin adéquat.

## Liens
- Décodeur mp3pro
- Plugin Winamp
- Plugin Xmplay
- Plugin XMMS
- Musicmatch Jukebox